# Umbilicaria torrefacta
Umbilicaria torrefacta é uma espécie de líquen saxícola (que vive em rochas) e folioso, pertencente à família Umbilicariaceae. Trata-se de uma espécie ártico-alpina com distribuição circumpolar, amplamente distribuída no Holártico, especificamente nas regiões biogeográficas Paleárctica e Neoártica. Características marcantes de Umbilicaria torrefacta incluem a franja rendada em seus lobos e as placas na parte inferior do talo.
A espécie foi descrita cientificamente em 1777 por John Lightfoot e posteriormente classificada no gênero Umbilicaria por Heinrich Schrader em 1794. Devido à sua morfologia variável, essa espécie foi frequentemente identificada erroneamente no passado e descrita sob diferentes nomes, resultando em uma extensa sinonímia. Em 2017, um espécime lectótipo foi designado para a espécie, esclarecendo seu status taxonômico. Estudos de filogenética molecular revelaram relações complexas dentro da família Umbilicariaceae, levando à revisão do gênero Umbilicaria. U. torrefacta é membro do subgênero Gyrophora, caracterizado por espécies com sulcos circulares nos discos de seus apotécios, talos rígidos e não pustulados, e metabólitos secundários específicos, como ácido girofórico e ácido estíctico.
Umbilicaria torrefacta possui propriedades espectrais distintas, transmitindo muito pouca luz e alterando significativamente a assinatura espectral das superfícies rochosas. Apresenta crescimento inicial lento e reprodução tardia, com a produção reprodutiva aumentando linearmente com o tamanho do talo. A estrutura populacional é inclinada para indivíduos menores, indicando recrutamento contínuo e colonização em áreas recém-expostas. Essas características permitem que U. torrefacta se adapte e mantenha uma presença estável em ambientes alpinos desafiadores.
Umbilicaria torrefacta pode ser comparada a U. dura, U. multistrata e U. semitensis [en], todas com semelhanças na aparência, mas distinguíveis por diferenças no tipo de esporo, estrutura do talo, coloração e componentes químicos, com distinções específicas na distribuição geográfica e tamanho dos esporos. Umbilicaria torrefacta tem importância histórica nas Terras Altas da Escócia por seu uso como corante natural em lã e tecidos, produzindo uma gama de tons vermelho-púrpura a magenta-acinzentado, com o método de fermentação gerando corantes vermelhos e roxos intensos, valorizados para tartãs e têxteis tradicionais.

## Taxonomia
Umbilicaria torrefacta foi descrita e nomeada pela primeira vez em 1777 pelo naturalista inglês John Lightfoot, como Lichen torrefactus. O holótipo foi coletado por Lightfoot nas Terras Altas da Escócia. Ele o descreveu como um "líquen de cor triste e enrugado, com verrugas pretas encaracoladas" e observou que era "frequente nas rochas das terras altas". O epíteto específico torrefacta vem da palavra em latim que significa "tostado", descrevendo apropriadamente a superfície superior marrom-escura e brilhante do líquen. Em 1794, Heinrich Schrader reclassificou a espécie no gênero Umbilicaria, resultando no nome binomial atual, Umbilicaria torrefacta. O nome do gênero Umbilicaria foi introduzido por Georg Franz Hoffmann, e inclui principalmente espécies saxícolas encontradas predominantemente em regiões boreais, alpinas e árticas em todo o mundo.

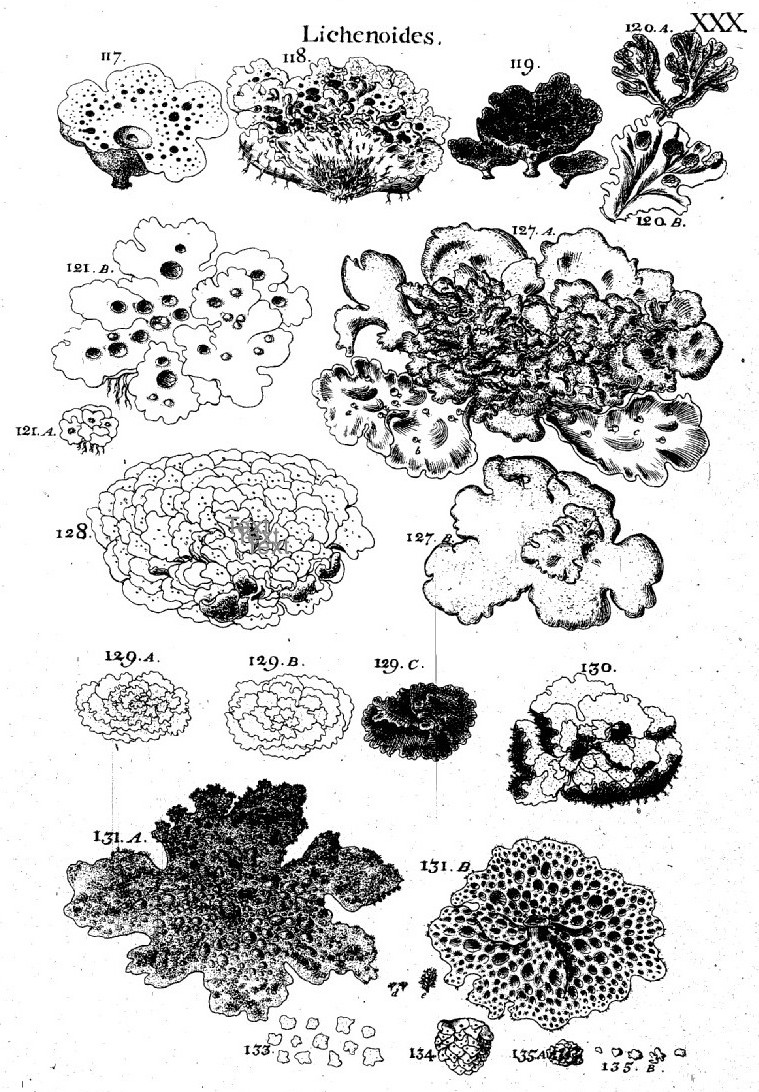
Um dos espécimes de herbário de Dillenius, ilustrado aqui como imagem nº 118 na placa 30 de Historia muscorum, foi escolhido para ser o lectótipo de Umbilicaria torrefacta.

A descrição de Lightfoot destacou várias características chave do líquen. Ele observou que consiste em uma ou várias folhas de tom preto, marrom ou opaco, conectadas na base por um ponto central ou umbílico. Notou que a face superior é enrugada, com margens lobadas e irregulares, e uma maior concentração de fibras finas e comprimidas e granulação em direção ao centro. O espaço entre as fibras é finamente granulado. Ele também descreveu os ascomas como numerosos tubérculos sésseis pretos e enrugados, que parecem ser compostos por pelos encaracolados, semelhantes aos de Umbilicaria cylindrica [en], embora menos regulares e menos brilhantes. Lightfoot destacou que esse líquen foi representado em uma das imagens bem conhecidas de criptógamas descritas por Johann Jacob Dillenius em sua obra de 1741, Historia muscorum.
Umbilicaria torrefacta é conhecida por suas perfurações distintas, semelhantes a uma peneira, nas margens do talo. As perfurações podem ser mais facilmente vistas quando seguradas contra a luz. Essa característica facilita sua distinção de outras espécies do gênero.
Apesar das descrições detalhadas iniciais, a tipificação adequada de U. torrefacta enfrentou desafios devido a uma história de sinônimos e identificações errôneas. Em 2017, Geir Hestmark designou um lectótipo do herbário de Dillenius, que corresponde bem à descrição original de Lightfoot. Essa lectotipificação esclareceu o status taxonômico, auxiliando na identificação e classificação precisas dentro do gênero Umbilicaria. Esse passo foi crucial para resolver ambiguidades taxonômicas históricas e garantir consistência com os nomes usados na literatura científica.
Ao longo dos anos, estudos de filogenética molecular revelaram as relações complexas dentro da família Umbilicariaceae. Esses estudos indicam que a classificação tradicional do gênero Umbilicaria era parafilética, ou seja, não incluía todos os descendentes de um ancestral comum. Como resultado, o gênero foi reavaliado e revisado com base em dados moleculares. U. torrefacta faz parte do subgênero Gyrophora, caracterizado por seus talos rígidos e não pustulados e compostos químicos específicos, incluindo ácidos girofórico e lecanórico. As espécies do subgênero Gyrophora geralmente têm superfícies superiores lisas ou granulares e não apresentam as estruturas pustuladas vistas em alguns outros membros da família. Esse grupo é distribuído principalmente na região Holártica, abrangendo o norte da América do Norte e Eurásia. As características morfológicas e metabólitos secundários de U. torrefacta ajudam a distingui-la de outras espécies relacionadas dentro do subgênero.

### Sinonímia
Devido à sua morfologia um tanto variável, essa espécie foi referida na literatura anterior sob vários nomes. Em 1778, Georg Heinrich Weber a chamou de Lichen erosus, e vários sinônimos foram criados quando esse epíteto foi recombinado em diferentes gêneros. Em algum momento, alguns autores referiram-se a torrefacta como uma variedade ou forma de erosus, embora tenha sido publicada um ano antes e, portanto, tivesse prioridade. O epíteto torrida também foi usado para a espécie desde que Erik Acharius a referiu como Gyrophora erosa var. torrida, e esse epíteto foi usado por autores posteriores em diferentes combinações.

## Descrição

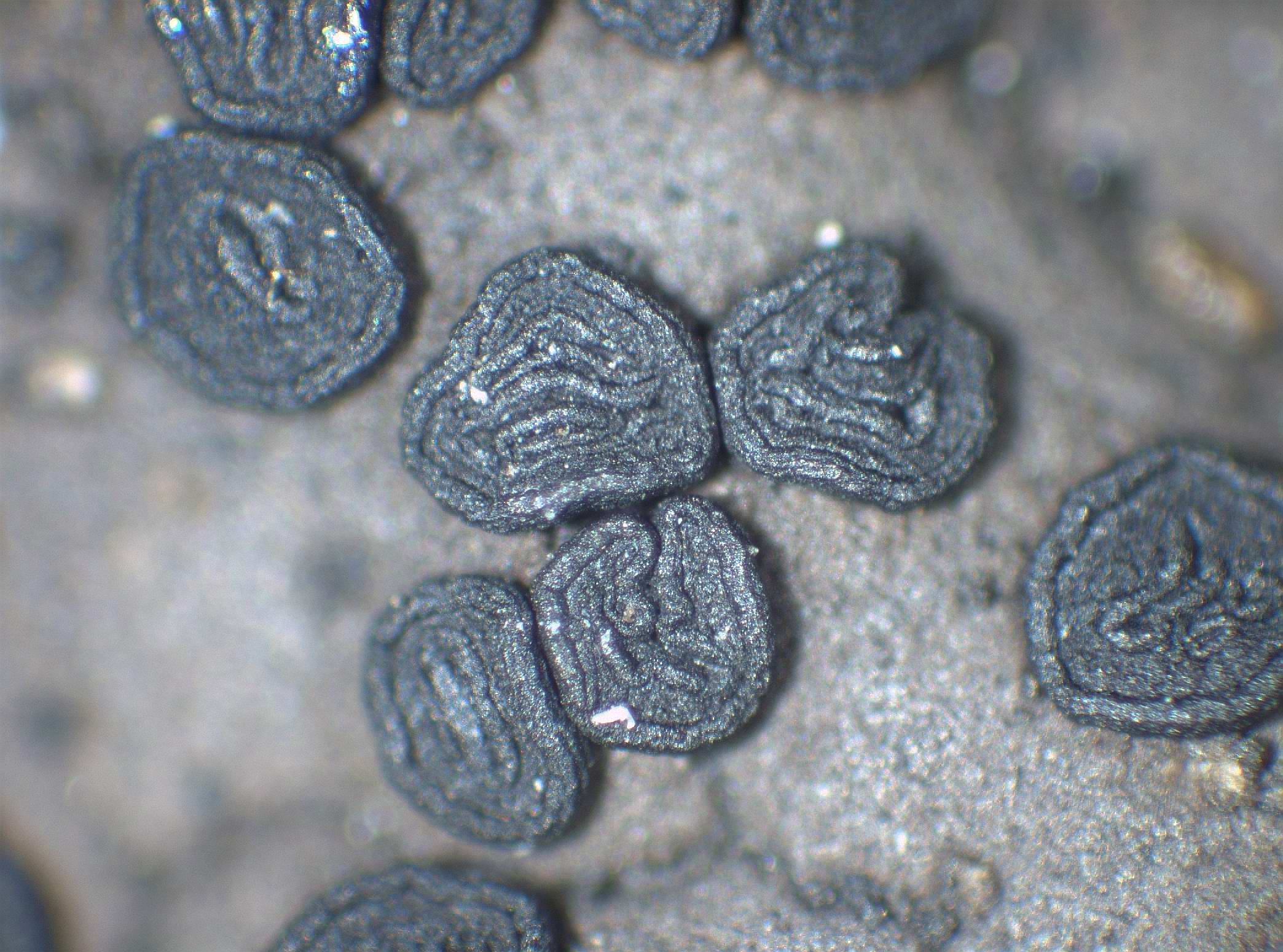
Detalhe dos apotécios de Umbilicaria torrefacta.

Umbilicaria torrefacta é um líquen com um talo que varia de 2 a 6 cm de diâmetro e consiste em um único lobo. Os talos são tipicamente monófilos — conectados ao substrato em um único ponto de fixação chamado umbílico. O talo é frequentemente enrugado, com as bordas finamente dissecadas e perfuradas por pequenos orifícios, conferindo-lhe uma aparência rendada. Essas perfurações podem ocasionalmente aparecer em direção ao centro. A cor da superfície superior varia de marrom a marrom-escuro, e pode ser lisa ou ter uma textura rachada e verrugosa. Outra fonte sugere enfaticamente que as rachaduras na superfície superior, comparadas a "suturas em um crânio", são características dessa espécie. A superfície inferior varia de marrom claro a preto e apresenta camadas finas e irregulares, algo achatadas, semelhantes a placas (trabéculas), que frequentemente são rasgadas ou perfuradas. Embora rizinas (estruturas semelhantes a raízes) estejam ausentes nesta espécie, franjas rasgadas de trabéculas podem ser confundidas com rizinas. Quando U. torrefacta é reumidificada após estar seca, emite um aroma que lembra folhas de chá.

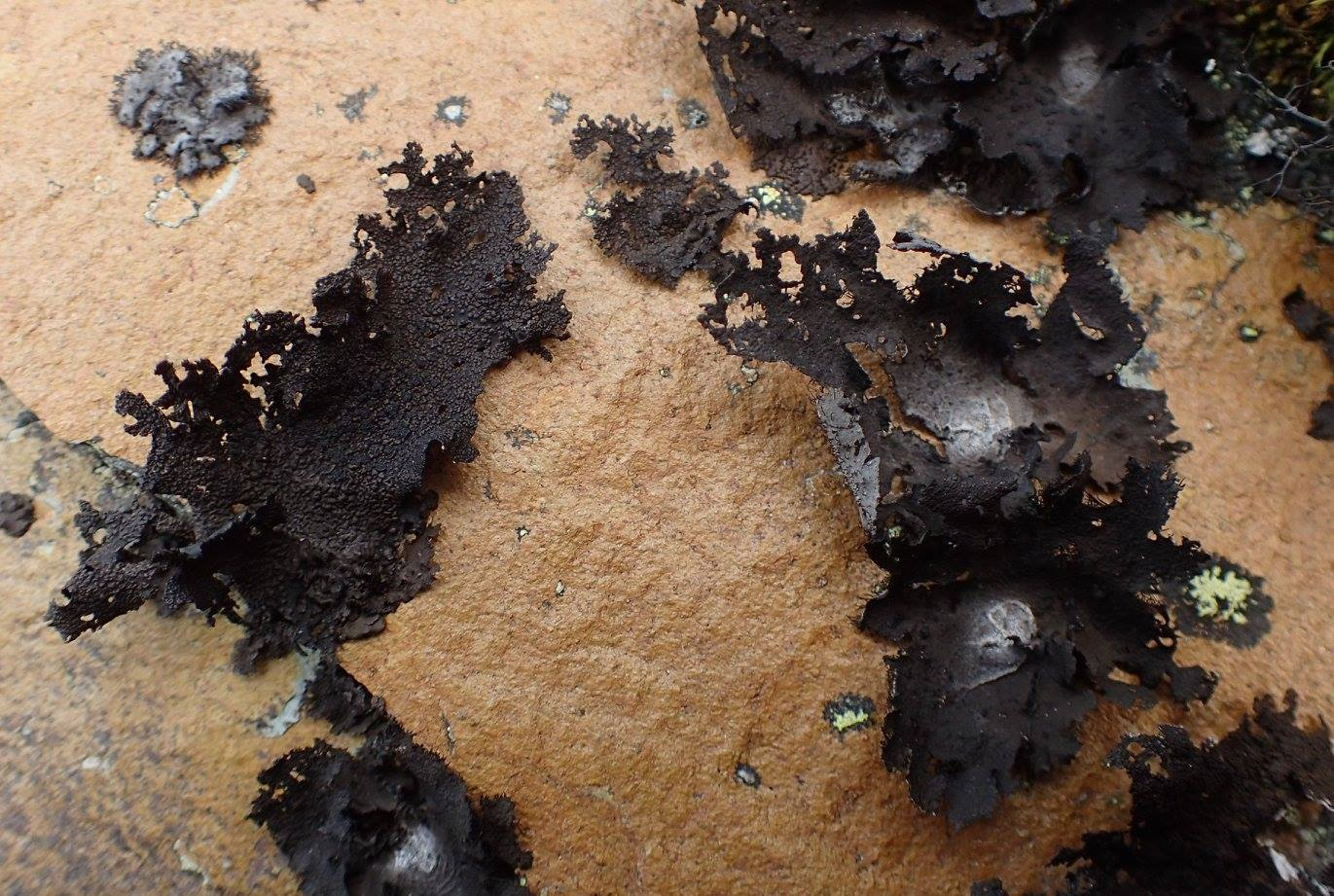
Parte inferior do talo.

Os apotécios são comuns e medem de 0,5 a 2 mm de diâmetro. Eles estão ligeiramente imersos em depressões no talo e têm uma aparência retorcida e girosa com discos pretos. As paráfises (filamentos estéreis entre os esporos) são não ramificadas com pontas marrons. Os esporos são incolores, hialinos (translúcidos), de forma elipsoide e não divididos por septos (partições internas). Diferentes medidas de esporos foram relatadas na literatura: de 7 a 16,5 μm de comprimento por 5 a 10 μm de largura em uma fonte europeia, e de 8 a 12 μm de comprimento por 4 a 6 μm de largura em uma fonte norte-americana. Taloconídios, propágulos que surgem diretamente de um talo, estão ausentes.
Em estudos anatômicos, o talo de U. torrefacta mostra considerável variabilidade na espessura de suas camadas. Por exemplo, a espessura da camada algal varia de 25 a 65 μm, e a medula varia entre 40 e 105 μm. O córtex superior tem tipicamente de 10 a 25 μm de espessura, enquanto o córtex inferior varia de 15 a 27,5 μm. Essas adaptações ajudam o líquen a otimizar a fotossíntese e manter a hidratação sob diferentes condições ambientais.
A medula de Umbilicaria torrefacta é classificada como do tipo "Ruebeliuna". Esse tipo é caracterizado por escleroplectênquima, o que significa que consiste em hifas densamente compactadas sem orientação preferencial. Seções transversais e radiais dessa medula têm aparência semelhante, assemelhando-se a uma rede aracnoide (semelhante a uma teia de aranha) de hifas. As células dentro dessas medulas são ainda mais densamente compactadas do que no tipo "Deusta", resultando em protoplastos estreitos que são desafiadores de observar sob magnificações normais de microscópio óptico.
Testes químicos revelam que a medula (a camada interna do talo) reage com certos testes químicos de coloração: torna-se vermelha com hipoclorito de cálcio, indicando a presença de ácido girofórico e ácido lecanórico. Permanece não reativo com hidróxido de potássio (KOH). No entanto, quando o ácido estíctico está presente, a medula reage para amarelo com KOH.

## Espécies semelhantes
A parte inferior de Umbilicaria angulata [en] também apresenta placas posicionadas próximas ao umbílico, mas essa espécie geralmente possui rizinas cilíndricas ramificadas. Outro semelhante, Umbilicaria hyperborea, tem uma superfície de talo semelhante a U. torrefacta e pode até desenvolver leves perfurações; no entanto, sua superfície inferior é predominantemente lisa.
Umbilicaria torrefacta pode ser comparada a Umbilicaria semitensis [en], que possui várias características distintas apesar de suas semelhanças superficiais. Ambas as espécies habitam ambientes rochosos, mas U. semitensis é encontrada do sul da Califórnia ao sul do Oregon, frequentemente em elevações mais altas, como no Parque Nacional de Yosemite. Uma diferença notável entre as duas espécies é o tipo de esporo: U. semitensis tem esporos muriformes maiores, enquanto U. torrefacta possui esporos menores e mais simples. Além disso, a superfície inferior de U. semitensis pode variar de marrom-escuro a preto com rizinas distintas, às vezes dando-lhe uma aparência semelhante a U. torrefacta. No entanto, U. torrefacta é geralmente caracterizada por uma superfície inferior marrom mais clara com placas (trabéculas) e rizinas, distinguindo-a da geralmente mais escura U. semitensis. Essas diferenças na morfologia dos esporos e na estrutura do talo são aspectos críticos para identificação precisa no campo.
Umbilicaria dura, descrita como uma nova espécie em 2018, é semelhante em aparência a Umbilicaria torrefacta, mas pode ser distinguida por seu talo mais resistente, mais espesso e de coloração mais escura. A superfície inferior de U. dura é marrom-escura a preta, apresentando uma a várias camadas de trabéculas e rizinas, que contribuem para sua aparência multicamada. Em contraste, U. torrefacta tipicamente tem uma superfície inferior mais clara com uma única camada de trabéculas. Quimicamente, U. dura contém ácido girofórico como componente principal e não possui ácido umbilicárico, que às vezes está presente em U. torrefacta. Os esporos de U. dura também são geralmente menores, medindo 7,5–9,5 μm de comprimento em comparação com os de U. torrefacta. U. dura é encontrada principalmente no Alasca e na Cordilheira das Cascatas de Oregon e Washington, preferindo faces rochosas semi-abrigadas.
Umbilicaria multistrata, outra espécie descrita em 2018, assemelha-se muito a U. torrefacta. É caracterizada por um talo espesso e uma superfície inferior preta com múltiplas camadas de trabéculas e rizinas, semelhante a U. dura. No entanto, U. multistrata pode ser distinguida pela presença de ácido umbilicárico além do ácido girofórico, que não é encontrado em U. torrefacta. Os esporos de U. multistrata são ligeiramente maiores, medindo tipicamente 8,8–11,0 μm de comprimento. U. multistrata é conhecida apenas no Alasca, onde cresce em superfícies rochosas não calcárias, inclinadas e algo abrigadas. Embora U. torrefacta possa ocasionalmente ter uma superfície inferior preta e um talo moderadamente espesso, geralmente não desenvolve as trabéculas multicamadas extensas vistas em U. multistrata.
Umbilicaria torrefacta pode ser distinguida de Umbilicaria nodulospora pelo talo acinzentado-marrom desta última, que frequentemente desenvolve rachaduras profundas e tem apotécios juvenis angulares a estrelados. U. nodulospora também apresenta uma superfície inferior rizinada e produz esporos assimétricos e nodulosos, em contraste com os esporos simétricos e elipsoides de U. torrefacta. Além disso, U. nodulospora é encontrada principalmente em basalto no centro de Oregon ao nordeste da Califórnia, preferindo encostas íngremes voltadas para o norte.

## Habitat e distribuição
Umbilicaria torrefacta é comumente encontrada em ambientes rochosos e alpinos dentro da região Holártica, abrangendo as áreas biogeográficas Paleárctica e Neoárctica. Cresce em afloramentos rochosos, tanto abertos quanto abrigados. Segundo a monografia de Llano de 1950 sobre Umbilicaria, na América do Norte, não foi registrada ao sul das Montanhas Brancas da Califórnia e não foi encontrada na América do Sul. Cresce na zona de respingos de ecossistemas costeiros, particularmente ao longo do Mar Branco, na Rússia. Essa espécie de líquen prefere uma variedade de habitats costeiros, crescendo em faces rochosas verticais e em campos de rochas. É ocasionalmente exposta a respingos de água do mar, embora tenda a favorecer ambientes mais abrigados e menos frequentemente umedecidos em comparação com sua parente Umbilicaria deusta. Na região de Nuuk, no sul da Groenlândia, U. torrefacta é tipicamente encontrada em rochas silíceas úmidas, frequentemente na companhia de uma comunidade de líquens que inclui Aspicilia berntii, Bellemerea subsorediza, Lecidea lapicida, Miriquidica atrofulva, Miriquidica leucophaea, Miriquidica nigroleprosa, Montanelia disjuncta, Orphniospora moriopsis e Pseudephebe minuscula.

## Ecologia

### Propriedades espectrais
Umbilicaria torrefacta possui propriedades espectrais distintas que foram estudadas para entender sua interação com a luz e as implicações para sensoriamento remoto. Os espectros de reflectância para U. torrefacta variam de 3% a 7% no espectro visível, o que é relativamente baixo devido à presença de clorofila e outros pigmentos biológicos que absorvem luz. Essa espécie de líquen, como muitos outros, mostra características de absorção específicas perto de 685 nm associadas à clorofila, tornando-a identificável por meio de imageamento hiperespectral. A reflectância aumenta gradualmente na região do infravermelho próximo, atingindo um pico em torno de 1860 nm.
Estudos sobre a transmitância de luz através de U. torrefacta demonstram que ela transmite muito pouca luz, geralmente menos de 3% na faixa espectral de 350–2500 nm. Essa baixa transmitância significa que U. torrefacta mascara efetivamente o substrato rochoso subjacente, impedindo que a luz penetre através do líquen até a rocha abaixo. Essa característica é crucial para aplicações de sensoriamento remoto, pois indica que a presença de U. torrefacta pode alterar significativamente a assinatura espectral de superfícies rochosas, necessitando do uso de técnicas de separação espectral para diferenciar entre áreas cobertas por líquens e rochas expostas.

### Crescimento e reprodução

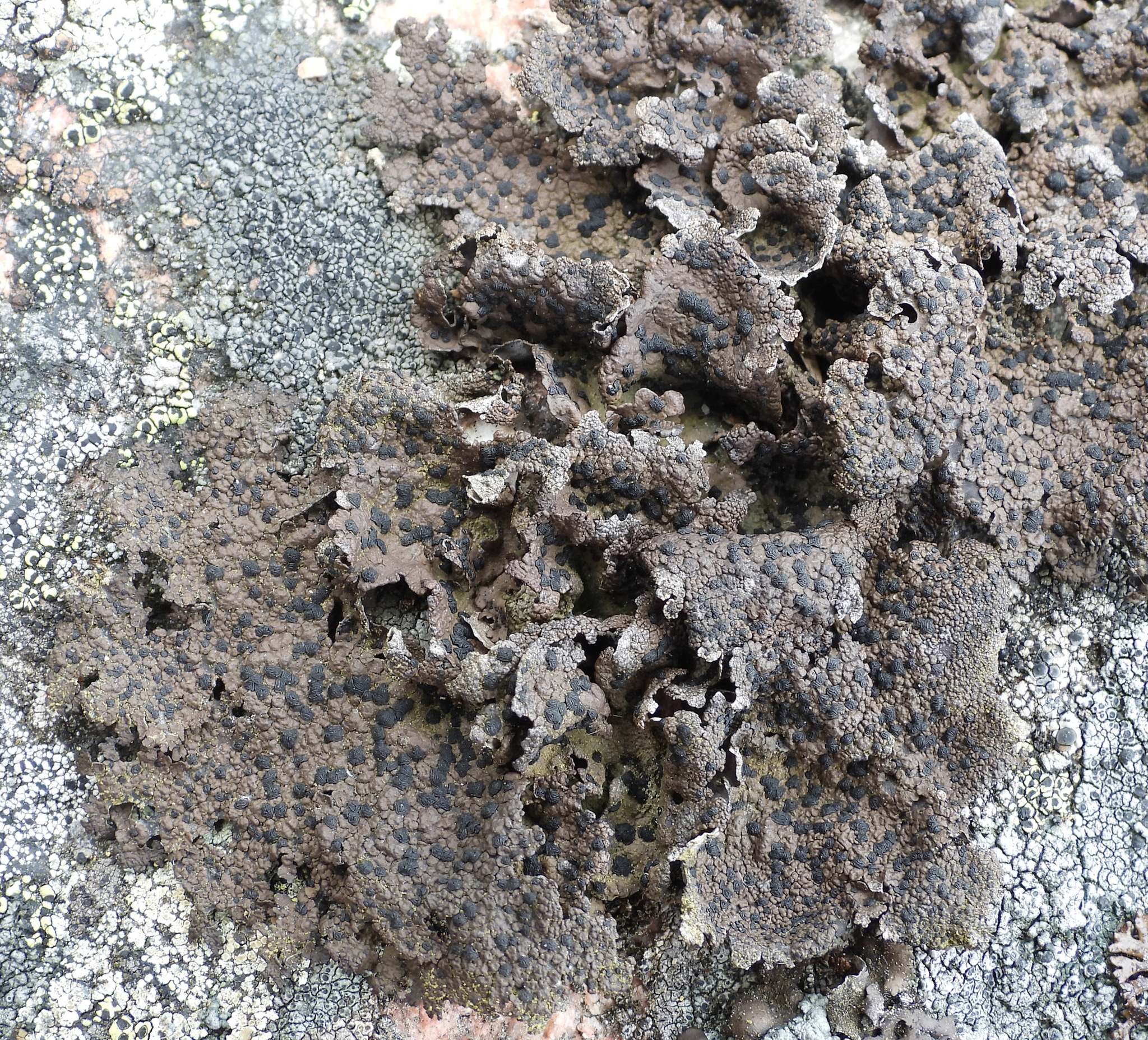
Umbilicaria torrefacta na Finlândia.

Umbilicaria torrefacta tem um padrão de crescimento caracterizado por uma expansão inicial rápida seguida por uma desaceleração gradual à medida que se aproxima de seu tamanho máximo. Um estudo conduzido ao longo de uma cronossequência de 240 anos na frente do glaciar Hellstugubreen, no Parque Nacional de Jotunheimen, Noruega, descobriu que a taxa de crescimento inicial de U. torrefacta é relativamente lenta em comparação com outras espécies de Umbilicaria, com média de 0,9 mm por ano. O diâmetro máximo observado do talo foi de 47 mm, com o período de crescimento se estendendo por aproximadamente 107 anos. Esse padrão de crescimento reflete uma tendência comum entre líquens alpinos, onde o crescimento inicial rápido é seguido por uma fase de estabilização à medida que o líquen amadurece.
A reprodução em U. torrefacta está intimamente relacionada ao tamanho do talo. A produção de apotécios aumenta com o tamanho do talo, com os primeiros indivíduos férteis aparecendo em torno de 8 a 12 mm de diâmetro. No entanto, U. torrefacta tende a começar a se reproduzir mais tarde do que alguns de seus parentes, como U. hyperborea, que começa a se reproduzir em tamanhos menores. A produção reprodutiva continua a crescer com o tamanho do talo, mas a tendência é mais linear em comparação com o aumento reprodutivo exponencial visto em U. hyperborea. Isso sugere uma estratégia reprodutiva mais estável, provavelmente influenciada pelas condições alpinas severas nas quais U. torrefacta cresce.

### Estrutura populacional
A estrutura populacional de U. torrefacta na frente do glaciar estudada é altamente inclinada para indivíduos menores. Essa distribuição de tamanho enviesada indica recrutamento contínuo e colonização em áreas recém-expostas, típico da sucessão primária em ambientes alpinos. A maioria dos indivíduos é encontrada nas classes de tamanho menores, refletindo uma população predominantemente composta por talos mais jovens. Apesar disso, a espécie demonstra resiliência e capacidade de se estabelecer com sucesso em habitats recém-disponíveis, contribuindo para a estabilidade e persistência das comunidades de líquens alpinos ao longo do tempo.
Em geral, a história de vida de U. torrefacta destaca sua adaptação às condições desafiadoras de ambientes alpinos. A combinação de crescimento lento, reprodução tardia e recrutamento contínuo permite que ela mantenha uma presença estável em habitats dinâmicos e frequentemente severos, desempenhando um papel na sucessão ecológica após o recuo de geleiras e outras perturbações em regiões de alta altitude.

### Adaptações estruturais
Umbilicaria torrefacta possui várias adaptações estruturais que a ajudam a sobreviver em seu ambiente costeiro severo. A estrutura do talo, incluindo o córtex superior e inferior, a camada algal e a medula, varia significativamente entre diferentes habitats. Essas variações estruturais permitem que o líquen mantenha uma relação simbiótica estável entre os componentes fúngico e algal, que é crucial para sua sobrevivência. O simbionte fúngico fornece proteção e um microambiente adequado para o simbionte algal, auxiliando na retenção de água e proteção contra luz excessiva.
Pesquisas sobre U. torrefacta na região do Mar Branco revelaram sua capacidade de se adaptar a várias condições microclimáticas. A estrutura do talo de U. torrefacta mostra um grau significativo de plasticidade, permitindo que cresça em ambientes com umidade e níveis de luz flutuantes. Essa adaptabilidade é refletida na espessura variável de suas camadas anatômicas, como o córtex superior, a camada algal, a medula e o córtex inferior. O líquen tem a capacidade de manter uma composição estável de pigmentos, incluindo clorofilas e carotenoides, sob condições de diferentes estresses ambientais. Esses pigmentos desempenham um papel crucial na fotossíntese e na proteção contra radiação UV, ajudando a garantir a sobrevivência do líquen nas condições expostas e frequentemente extremas de seu habitat.

## Usos

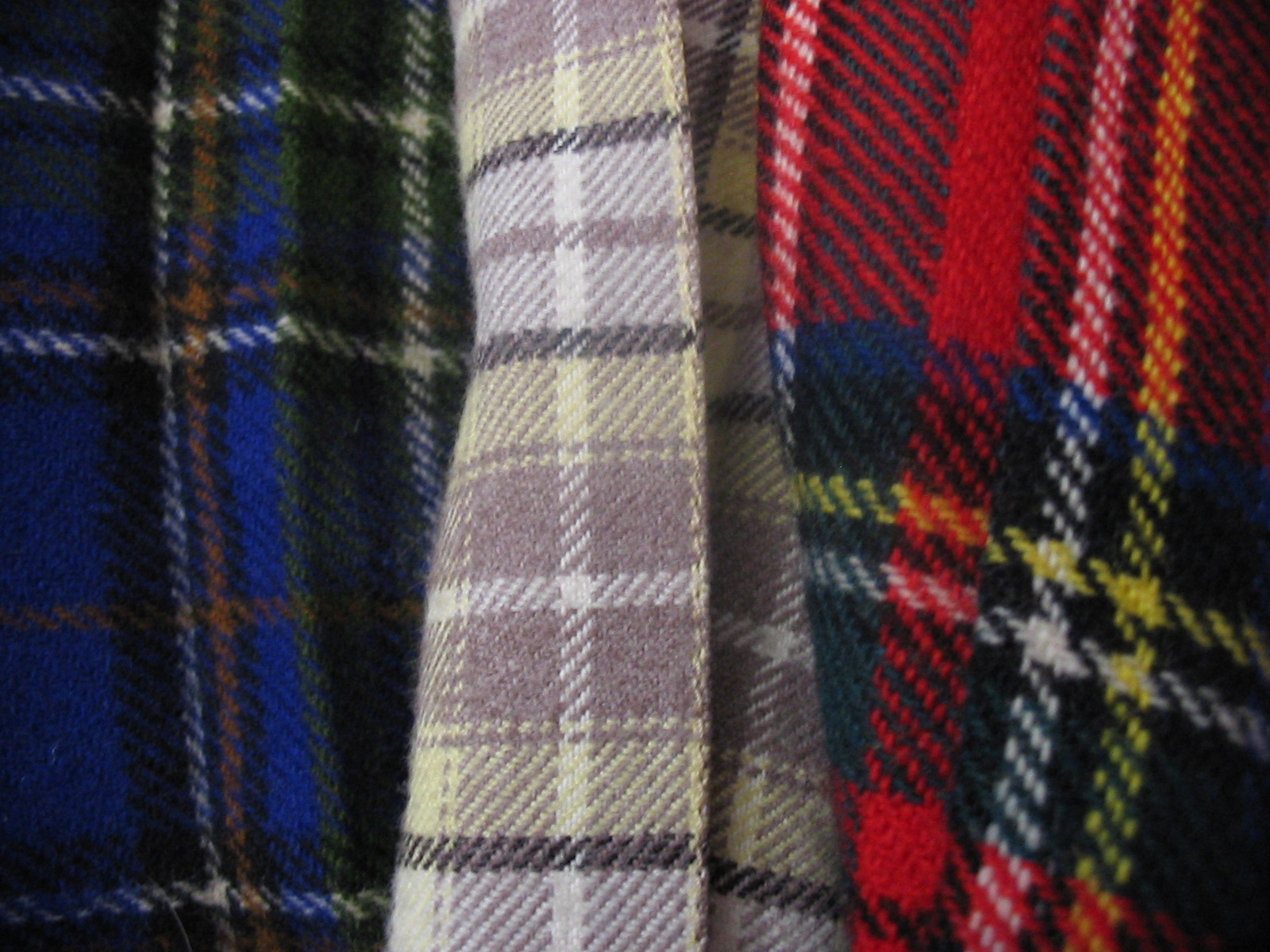
Tecidos de tartã

Umbilicaria torrefacta possui importância histórica como corante natural nas Terras Altas da Escócia. Esse líquen foi tradicionalmente usado para tingir lã e tecidos. O corante produzido a partir de U. torrefacta gera uma gama de cores, incluindo tons vermelho-púrpura e magenta-acinzentado, dependendo do processo de tingimento e dos mordentes utilizados. O método de fermentação envolve a imersão do líquen em uma solução de amoníaco por várias semanas para produzir corantes vermelhos e roxos intensos. Essas cores eram altamente valorizadas e frequentemente usadas em tartãs e têxteis tradicionais escoceses. O processo de tingimento usando U. torrefacta e líquens semelhantes foi integrante das tradições têxteis das Terras Altas da Escócia. Os corantes de líquen eram conhecidos por suas cores vibrantes e duradouras, essenciais para criar os tons vívidos vistos nas vestimentas das Terras Altas.